# Metrosideros cordata
Metrosideros cordata là một loài thực vật có hoa trong Họ Đào kim nương. Loài này được (C.T.White & W.D.Francis) J.W.Dawson mô tả khoa học đầu tiên năm 1976.